# Sickenhausen
Sickenhausen is een plaats in de Duitse gemeente Reutlingen, deelstaat Baden-Württemberg, en telt 2.033 inwoners (2007).